# Nauroy
Nauroy település Franciaországban, Aisne megyében. Lakosainak száma 672 fő (2022. január 1.). Nauroy Bellenglise, Bellicourt, Estrées, Gouy, Joncourt és Magny-la-Fosse községekkel határos.

## Népesség
A település népességének változása:
| Lakosok száma | 666  | 685  | 728  | 683  | 725  | 721  | 703  | 702  | 699  | 672  |
|               | 1968 | 1982 | 1990 | 2006 | 2013 | 2015 | 2017 | 2019 | 2020 | 2022 |